# Matteo Gennaro
Matteo Vittorio J. Gennaro (Saint Albert, 30 marzo 1997) è un hockeista su ghiaccio canadese naturalizzato italiano, milita come attaccante nell'Asiago Hockey, squadra della ICE Hockey League, e nella Nazionale italiana.

## Carriera

### Nazionale
In possesso del passaporto italiano e maturate due stagioni consecutive in una squadra di club italiana, necessarie per vestire la maglia azzurra, Gennaro ricevette la prima convocazione con il Blue Team nel novembre 2024, in occasione del Tamás Sárközy Memorial Tournament disputatosi a Budapest. Due giorni prima della sfida inaugurale del 7 novembre contro la Slovenia dovette rinunciare alla chiamata per un lieve infortunio, venendo sostituito da Diego Cuglietta. L'esordio avvenne il mese successivo, il 12 dicembre 2024, nella prima di due sfide amichevoli contro l'Ungheria, di scena all'Intercable Arena di Brunico.

## Palmarès

### Club
- ECHL Kelly Cup: 1

Florida Everblades: 2021-2022

### Giovanili
- Western Hockey League: 1

Swift Current Broncos: 2017-2018

### Individuale
- AMBHL All-Star Game: 1

2011-2012